# Alexandria Villaseñor
Alexandria Villaseñor (Davis, 18 maggio 2005) è un'attivista statunitense contro il cambiamento climatico, cofondatrice di US Youth Climate Strike e fondatrice di Earth Uprising.

## Biografia
Nata e cresciuta a Davis, in California da genitori di origine latinoamericana, si è trasferita con la famiglia a New York nel 2018. Ambisce a lavorare per le Nazioni Unite.

## Attivismo
La lotta di Villaseñor per il clima scaturisce da un evento personale: nel novembre del 2018 si trovava in California per una visita di famiglia e, durante l'incendio di Camp Fire, fu avvolta da una nuvola di fumo. Poiché sofferente di asma, si ammalò per diversi giorni, durante i quali studiò il cambiamento climatico e gli aumenti di temperatura che contribuirono alla gravità dell'incendio. Sua madre, Kristin Hogue, era all'epoca iscritta al MA in Clima e società alla Columbia University e Villaseñor frequentava occasionalmente le lezioni con la madre, apprendendo la scienza alla base del cambiamento climatico. Poco dopo, entrò a far parte della sezione di New York di Zero Hour, un gruppo di giovani attivisti per il clima americani.
Villaseñor ha intrapreso una protesta per il clima simile a quella di Greta Thunberg, da cui ha tratto ispirazione in occasione del discorso del 4 dicembre 2018 alla Conferenza delle Nazioni Unite sui cambiamenti climatici (COP24) a Katowice, in Polonia. Dal 14 dicembre 2018 (mentre la COP24 era ancora in corso), infatti, salta la scuola ogni venerdì per protestare davanti alla sede delle Nazioni Unite a New York contro i mancati interventi per il clima. Non è più parte del gruppo statunitense Youth Climate Strike e ha fondato il gruppo educativo sul cambiamento climatico Earth Uprising.
Nel maggio 2019, Villaseñor ha ricevuto il Disruptor Award ai Tribeca Disruptive Innovation Awards (TDIA), una borsa di studio dall'organizzazione Common Good, e ha ricevuto il premio Youth Climate Leadership da Earth Day Network.
Quando nell'agosto del 2019 Thunberg arrivò a New York per il suo viaggio transatlantico in barca a vela, Villaseñor, Xiye Bastida e altri attivisti per il clima l'hanno accolta all'arrivo. Le due avevano già stabilito un contatto tra loro sui social media.
Il 23 settembre 2019, Villaseñor, insieme ad altri 15 giovani attivisti tra cui Greta Thunberg, Catarina Lorenzo e Carl Smith, ha presentato una denuncia alle Nazioni Unite accusando cinque paesi (Francia, Germania, Brasile, Argentina e Turchia) di non aver mantenuto i propri obiettivi di riduzione dei consumi a cui si sono impegnati negli impegni dell'Accordo di Parigi.
Nell'ottobre del 2019 ha partecipato al vertice mondiale dei sindaci a Copenaghen, in Danimarca.
Nel gennaio del 2020 ha partecipato al Forum economico mondiale come relatrice giovanile e, successivamente, allo sciopero scolastico per il clima a Davos, in Svizzera, insieme a Greta Thunberg.
Il 19 agosto 2020 Alessandria ha partecipato alla convention del Partito Democratico americano all'interno delle sessioni sui cambiamenti climatici.
Il 1 ° dicembre 2020 è stata nominata dalla rivista Seventeen come una delle voci dell'anno 2020.